# 화수로 (고양시)
화수로(Hwasu-ro)는 경기도 고양시 덕양구 화정동 화수초등학교앞 교차로와 경기도 고양시 덕양구 화정동 화수공원 앞을 잇는 도로이다.

## 연혁
- 2009년 9월 11일: 도로명을 화수로로 고시

## 주요 경유지
경기도
- 고양시 덕양구 (화정1동, 화정2동)

## 주요 건물 및 시설
- 고양화수초등학교 (경기도 고양시 덕양구 화수로 25)
- 화수중학교 (경기도 고양시 덕양구 화수로 47)
- 화수고등학교 (경기도 고양시 덕양구 화수로 51)